# 大谷輝龍
大谷 輝龍（おおたに ひかる、2000年7月11日 - ）は、石川県小松市出身のプロ野球選手（投手）。右投右打。千葉ロッテマリーンズ所属。

## 経歴

### プロ入り前
野球経験者の父親の下に生まれ、友人に誘われる形で小学1年生のときに『月津ヶ丘少年野球クラブ』で野球を始め、外野手としてプレー。野球と同時に水泳もやっていたが、3年生のときにやめ、以降は野球一筋になる。小松市立南部中学校では軟式野球部に所属した。肩が強かったものの試合では主に外野手や捕手を守り、投手未経験であったが、「石川県の中学校のチームがいっぱい集まる大会に、3年生のときに出たんです。球速や遠投、足の速さを測ったりして、それを競う大会でした」という大会の球速部門で2位の128km/hを計測すると、小松大谷高校の野球部部長に素質を見込まれ、小松大谷高校へ進学した。
小松大谷高校では1年秋に背番号8でスタメン入り。1年冬から本格的に投手となり、2年秋からエースを務めた。3年夏は県大会準々決勝で奥川恭伸、山瀬慎之助、内山壮真擁する星稜高校に敗れ、ベスト8であった。甲子園出場経験はなく、高校時代の最速は147km/h。
JFE東日本に入社すると、1年目はトレーニングや投げ込みなど育成期間に充てられ、最速150km/hを計測。2年目は試合には出られるようになったが、レベルの高さを痛感し、「いろいろ悩んで考えすぎたっていうのもあって、フォームをいじっていたら自分のフォームがわからなくなって…違う方向にいってしまった。それで球速も全然出なくなって、コントロールがいいわけでもないので『試合じゃ使えない』って、2年目が終わって戦力外という形になりました」と結果が思わしくなかった。ストレートの球速も140km/h台前半まで落ちてしまい、2年で退部を通告された。
その後は高校の監督の紹介で伏木海陸運送に入社。伏木海陸運送には2年間在籍し、自分の投球フォームを確立してストレートの球速は戻ったものの、不安定な制球を改善できずに登板機会は限られた。「伏木海陸は仕事もけっこうしなきゃいけなくて、仕事と練習が半分半分って感じで、練習だけに徹底できるわけじゃなかった」と野球に専念できる環境を求め、「1年でプロに入る」と退路を断って独立リーグ挑戦を決意。縁あって日本海リーグの富山GRNサンダーバーズに入団した。

### NLB・富山時代
2023年シーズンは開幕直前に首を痛め、ターム1では1試合も登板することができなかった。ターム2の初戦でプロ初登板を果たすと、「フォームも間違いなくよくなっていて、それに比例してスピードも出て、コントロールもよくなって、変化球もまとまるようになって…いろいろと、どんどんよくなっています」と本人も話したように急成長を見せ、9月29日の独立リーググランドチャンピオンシップでは自己最速の159km/hを計測。入団から1年足らずで自己最速を8km/h更新し、この年は14試合の登板で防御率2.70、13回1/3を投げて20奪三振を記録した。
10月26日に行われたNPBドラフト会議にて、千葉ロッテマリーンズから2位指名を受け、11月10日に契約金7000万円、年俸1200万円（金額はいずれも推定）で仮契約を結んだ。背番号は31。

### ロッテ時代
2024年は即戦力として期待されるも開幕を二軍で迎える。二軍では当初リリーフを務めていたが、5月は先発投手として起用される。同月24日の先発登板後、約3か月間も登板のない期間が続いたが、8月21日の試合から復帰し、再度リリーフに配置転換となった。夏場以降、直球の質の改善に手応えを得て、シーズン最終盤の10月3日に初めて一軍登録された。同日の北海道日本ハムファイターズ戦で1点ビハインドの6回に、一軍初登板を果たす。1イニングを投げ、先頭打者に左前安打を打たれるも、以降は直球とフォークで三者連続三振を奪い、無失点で登板を終えた。翌日に登録抹消されたため、一軍登板はこの1試合のみに終わった。シーズン終了後に、オーストラリアのウィンターリーグに派遣。吉川悠斗、寺地隆成、松石信八、山本大斗とともにシドニー・ブルーソックスに所属した。
2025年のシーズン開幕前に右肘の痛みを訴え、右内側側副靭帯損傷と診断された。3月19日に群馬県内の病院で右肘内側側副靱帯再建術（トミー・ジョン手術）を受けたことが、球団から翌日に発表された。

## 選手としての特徴
富山時代に最速159km/hを計測したストレートと大きく落ちるフォークを駆使し、三振の山を築く右腕。縦に曲がるスライダーも投じる。ストレートはロッテ入団後も2024年シーズン開幕前に最速154km/hを計測している。2024年シーズン開幕前の時点で、ロッテ監督の吉井理人からは、ストレートについては評価されている一方、変化球は「まだまだ“すっとこどっこい”」という評価が下されていた。
投球フォームについては、JFE東日本時代に「一気にレベルが上がって萎縮し、フォームが分からなくなりました」と話し、球速も140km/h台前半に低下。ただ、伏木海陸運送入社前に“一番投げやすいフォーム”を模索し、「イメージがわきやすい」と岸孝之の動画をよく見て取り組んでいるうちに、自分の投球フォームを確立したという。

## 詳細情報

### 年度別投手成績
| 年 度     | 球 団     | 登 板 | 先 発 | 完 投 | 完 封 | 無 四 球 | 勝 利 | 敗 戦 | セ 丨 ブ | ホ 丨 ル ド | 勝 率 | 打 者 | 投 球 回 | 被 安 打 | 被 本 塁 打 | 与 四 球 | 敬 遠 | 与 死 球 | 奪 三 振 | 暴 投 | ボ 丨 ク | 失 点 | 自 責 点 | 防 御 率 | W H I P |
| --------- | --------- | ----- | ----- | ----- | ----- | -------- | ----- | ----- | -------- | ----------- | ----- | ----- | -------- | -------- | ----------- | -------- | ----- | -------- | -------- | ----- | -------- | ----- | -------- | -------- | ------- |
| 2024      | ロッテ    | 1     | 0     | 0     | 0     | 0        | 0     | 0     | 0        | 0           | .000  | 4     | 1.0      | 1        | 0           | 0        | 0     | 0        | 3        | 0     | 0        | 0     | 0        | 0.00     | 1.00    |
| 通算：1年 | 通算：1年 | 1     | 0     | 0     | 0     | 0        | 0     | 0     | 0        | 0           | .000  | 4     | 1.0      | 1        | 0           | 0        | 0     | 0        | 3        | 0     | 0        | 0     | 0        | 0.00     | 1.00    |

- 2024年度シーズン終了時

### 年度別守備成績
| 年 度 | 球 団  | 投手  | 投手  | 投手  | 投手  | 投手  | 投手     |
| 年 度 | 球 団  | 試 合 | 刺 殺 | 補 殺 | 失 策 | 併 殺 | 守 備 率 |
| ----- | ------ | ----- | ----- | ----- | ----- | ----- | -------- |
| 2024  | ロッテ | 1     | 0     | 0     | 0     | 0     | ----     |
| 通算  | 通算   | 1     | 0     | 0     | 0     | 0     | ----     |

- 2024年度シーズン終了時

### 記録
初記録
- 初登板：2024年10月3日、対北海道日本ハムファイターズ15回戦（ZOZOマリンスタジアム）、6回表に4番手で救援登板、1回無失点
- 初奪三振：同上、6回表に水谷瞬から見逃し三振

### 背番号
- 17（2023年）
- 31（2024年[13] - ）

### 独立リーグでの投手成績
出典は一球速報.com。
| 年 度     | 球 団     | 登 板 | 先 発 | 完 投 | 完 封 | 無 四 球 | 勝 利 | 敗 戦 | セ 丨 ブ | ホ 丨 ル ド | 勝 率 | 打 者 | 投 球 回 | 被 安 打 | 被 本 塁 打 | 与 四 球 | 敬 遠 | 与 死 球 | 奪 三 振 | 暴 投 | ボ 丨 ク | 失 点 | 自 責 点 | 防 御 率 | W H I P |
| --------- | --------- | ----- | ----- | ----- | ----- | -------- | ----- | ----- | -------- | ----------- | ----- | ----- | -------- | -------- | ----------- | -------- | ----- | -------- | -------- | ----- | -------- | ----- | -------- | -------- | ------- |
| 2023      | 富山      | 14    | 0     | 0     | 0     | 0        | 1     | 0     | 1        | 0           | 1.000 | 56    | 13.1     | 10       | 0           | 2        | -     | 3        | 20       | 2     | 1        | 4     | 4        | 2.70     | 0.9     |
| 通算：1年 | 通算：1年 | 14    | 0     | 0     | 0     | 0        | 1     | 0     | 1        | 0           | 1.000 | 56    | 13.1     | 10       | 0           | 2        | -     | 3        | 20       | 2     | 1        | 4     | 4        | 2.70     | 0.9     |